# Parafia Świętej Rodziny w Runaway Bay
Parafia Świętej Rodziny w Runaway Bay – parafia rzymskokatolicka, należąca do archidiecezji Brisbane.
Przy parafii funkcjonuje katolicka szkoła podstawowa św. Franciszka Ksawerego.